# Streamit
Streamit è stata web TV italiana, nata nel 2007. Ha cessato di esistere tra il 2016 e il 2017

## Caratteristiche
Attiva dall'11 ottobre 2007, Streamit è una piattaforma web che offre contenuti video in streaming ed in alta definizione. L'utilizzo del software Adobe Flash per la programmazione permette di avere una qualità di servizio che riduce i tempi di download ed esenta dall'installazione di programmi specifici.
La web TV propone oltre 200 canali gestiti da singole redazioni e visibili gratuitamente, tra cui canali dedicati alla storia del cinema e cartoni, musica, documentari indipendenti e dirette, e ponendo particolare attenzione allo sport. Ospita, dal mondo dell'informazione, anche testate giornalistiche, agenzie di stampa, intrattenimento e costume, ed inoltre ha al suo interno una community dove trovano spazio produzioni indipendenti, per dare modo a giovani creativi di vedere compiuti e pubblicati i propri progetti. Oltre alla programmazione gratuita, sono presenti anche contenuti pay per view. È possibile seguire i canali di Streamit sia attraverso un palinsesto, sia attraverso una visione on demand.